# Jean Epstein
Jean Epstein (Varsòvia, 25 de març de 1897 - París, 3 d'abril de 1953) fou un director de cinema polonès.

## Biografia
Epstein va néixer a Varsòvia. Als onze anys es quedà orfe de pare i es traslladà a Suïssa, on freqüentà un col·legi francès. En aquesta època ja començà la seva afició pel cinema, afavorida per múltiples viatges amb la seva germana Maria. Es diplomà en Ciències naturals, abandonà els estudis d'enginyeria i es va inscriure a la Facultat de Medicina de la Universitat de Lió, on va establir amistat amb Auguste Lumière. Interessat especialment en texts de filosofia i psicologia, es va dedicar a la literatura amb alguns articles que van ser publicats en una revista dirigida per Paul Laffitte. Aquest li va oferir l'oportunitat de traslladar-se a París, on començà a freqüentar l'ambient cultural de l'avantguarda francesa. En aquesta època es posen els fonaments del que serà tota la seva teoria cinematogràfica redactada durant la dècada dels anys 1920.

## Teoria cinematogràfica
Al llarg de tota la seva vida, Epstein escriurà i teoritzarà profusament sobre el cinema. Hi ha uns temes constants sobre els quals farà múltiples reflexions, com són la Fotogènia, el temps i l'espai i la realitat.

### Fotogènia
Fou el crític francès Louis Delluc qui recuperà aquest terme inicialment fotogràfic per designar l'element a treballar del cinema (allò que el converteix en art), igual que el color a la pintura o el volum a l'escultura. La fotogenia designava la característica que distanciava el cinema de la resta de manifestacions artístiques. Segons Delluc, la tècnica cinematogràfica allunya l’objecte fotografiat de l’objecte real donant-li una percepció diferent. D’aquesta manera, i gràcies estrictament al cinema, l’espectador era capaç d’accedir a tot un món de suggerències que anaven més enllà de la simple representació.
La fotogènia, utilitzada amb un caràcter de valor estètic, s'entén com la vessant poètica dels objectes i les persones que, a través del llenguatge cinematogràfic, es transformen i adquireixen una nova expressivitat, una nova bellesa i, per consegüent, una nova sensibilitat. En altres paraules, s'entén com la voluntat de trobar els elements purs del cinema (l’essència) que aconsegueixen extreure diverses característiques d’una persona o objecte que no podrien veure’s sense el propi cinema.
Sis anys més tard, Epstein recupera aquest concepte definint-lo com “qualsevol aspecte de les coses, dels éssers, de les ànimes que augmenta la seva qualitat moral a través de la reproducció cinematogràfica”. En altres paraules, ja no limita el concepte de la fotogenia simplement a allò que suggereixen les imatges en moviment, sino que afirma que el cinema posseeix la capacitat d’accentuar les qualitats dels objectes i les coses, fins al punt de dotar-los d'una nova existència. Epstein creia que la fotogènia apel·lava a una vocació fantàstica dels rostres filmats i que el fet de filmar-los de prop era equivalent a mostrar l’ànima humana. Segon ell, el cinema té també el poder de transformar els rostres i de sorprendre l’espectador ensenyant una realitat gairebé impossible de comprendre.
Epstein teoritza sobre la dificultat de precisar, però, aquesta característica i considera que la mobilitat és l'atribut primordial del cinema. El sentit del cinema per a ell serà "perseguir una mobilitat profunda i universal, i comprendre les seves harmonies i fer que fructifiquin en una construcció poètica o dramàtica". Després d'aquesta anàlisi tan teòrica, explicitarà característiques més concretes. El moviment espacial s'ha de mostrar per l'objecte, la llum, l'aparell i moviments sobreentesos: oposicions d'apropament i allunyament, amplificació i reducció, inclinació... S'havia de dotar de moviments variats les diverses seqüències.

Cal entendre, però, que al llarg de la seva obra, la paraula fotogènia adopta un significat ampli i mutable. Avui en dia aquest terme ja no es redueix només a descriure una funció estètica, sinó que se li atorga també una dimensió històrica. La fotogènia deixa de ser un valor exclusiu de les teories clàssiques convertint-se en una fórmula visual capaç d’articular o contenir la història que ens narren les imatges. 
“Esdevé un terme operatiu que ens permet integrar el passat i seguir pensant el cinema en endavant”

### Temps
Epstein va reflexionar profundament sobre el temps partint del cinema, teoritzant sobre com aquest permet replantejar-lo. Per ell el cinema serà una eina teòrica, que permet produir temps. Segons l'autor, el temps no existeix en si mateix, és una perspectiva creada per la successió d'esdeveniments, per la relació de la seva posició respecte a un sistema de referència. És l'efecte d'una mobilitat particular, per tant és una percepció subjectiva. Epstein explica que tot art que imita la realitat, crea un temps propi, una deformació del temps històric. Amb la regla de les tres unitats de les tragèdies clàssiques, s'intentava equiparar al màxim el temps teatral al real. En canvi, el cinematògraf és capaç d'accelerar o alentir el temps, cosa que afecta a la percepció temporal i obliga a l'espectador a replantejar-se uns conceptes que es creien estables e inamovibles.
Va establir que el més lògic és considerar el temps la primera dimensió de la realitat, ja que orienta les altres que es refereixen sobre l'espai. També argumentava que és totalment irreversible. L'espai tampoc posseeix existència pròpia i també és una relació de coexistència, una perspectiva de simultaneïtat, una conseqüència de desplaçaments mesurats en relació als altres eixos. Es percep a través de la vista, l'oïda, el tacte i l'olfacte, que dibuixen un espai imaginari. A més un espai mai és igual, ja que està influït pel factor temporal. La causalitat espaciotemporal és una interpretació. La realitat es presenta com una síntesi de substància i moviment, la qual crea la necessitat d'ubicar-ho espacial i temporalment.
Exposava que tota substància es redueix a una suma de dades imaginàries suficientment nombroses, que no nega la funció d'allò real, sinó que la considera com un fenomen secundari resultant de la multiplicitat dels eixos de referència. Amb això vol explicar la forma particular del cinematògraf de suggerir una visió particular del món, no reprodueix el temps, sinó que produeix un temps. Tot i que no va ser construït amb la intenció de repensar els atributs i les categories, les relacions espacials i temporals, sinó més aviat una mirada enregistradora que s'interessava per l'espectacle. Més tard s'utilitzà per descobrir els moviments més lents o més ràpids del que és freqüent, a agrandar o encongir, i amb el temps resultarà el que considera un cervell mecànic que percep estímuls i els expressa elaborats i combinats. Fou important l'aportació d'Epstein en aquest camp, plantejant que el temps és una invenció humana, tesis que també havia plantejat Kant i que posteriorment desenvolupà Norbert Elias.

### Realitat
Una altra de les seves tesis fou que el cinema és capaç de mostrar les categories íntimes de les persones, revela l'interior, i mostra aspectes propis desconeguts, el que obliga a replantejar-se l'autoconcepció d'un mateix. Mostrarà en aquest camp un optimisme, una fe i una concepció utòpica del mitjà cinematogràfic com a ull que pot veure millor que l'humà. Creurà que el cinema és capaç de mostrar una imatge més real de les persones.

## Filmografia
En la seva filmografia destaca entre d'altres La caiguda de la casa Usher (La chute de la maison Usher, 1928) inspirada en diversos dels contes d'Edgar Allan Poe on fa una extraordinària utilització del temps lent. Va ser un dels creadors del nou art cinematogràfic en una època en què el cinema estava buscant formes noves. Va estar influenciat per les avantguardes.